# Enrico Fabris
Enrico Fabris, född den 5 oktober 1981 i Asiago, Italien, är en italiensk skridskoåkare.
Han tog OS-guld på herrarnas 1 500 meter, OS-guld i herrarnas lagtempo och OS-brons på 5 000 meter i samband med de olympiska skridskotävlingarna 2006 i Turin.